# Serhij Tkatsch

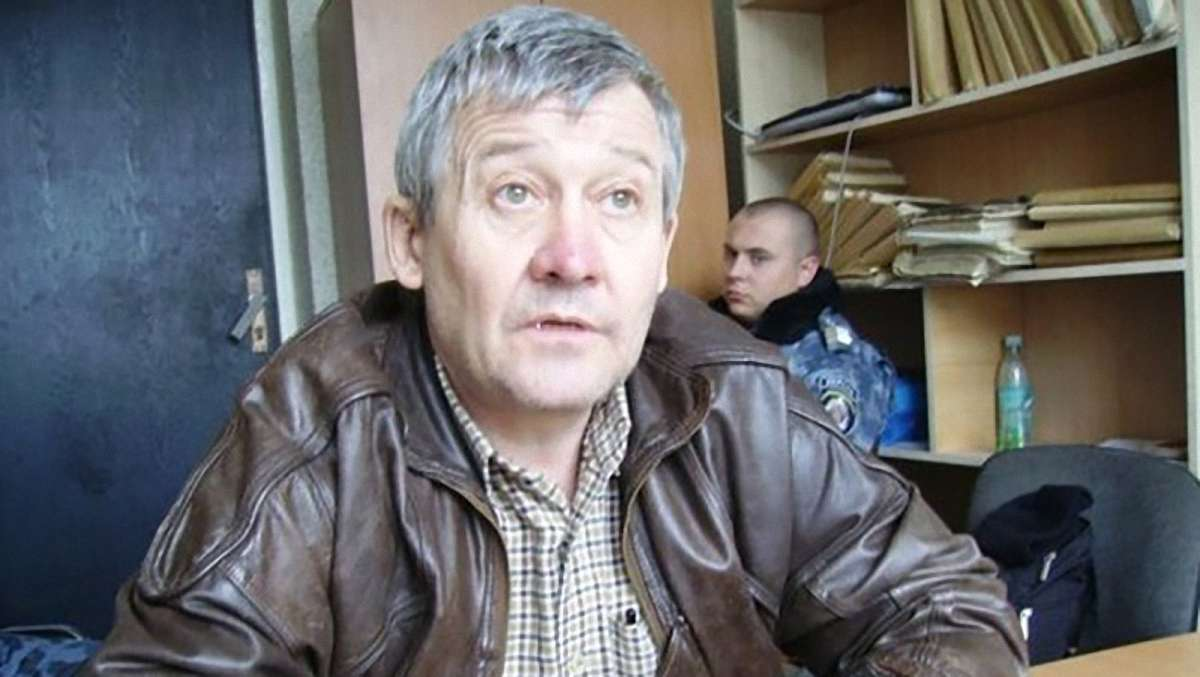

Serhij Fedorowytsch Tkatsch (ukrainisch Сергій Федорович Ткач, russisch Сергей Фёдорович Ткач Sergei Fjodorowitsch Tkatsch, * 15. September 1952, in Kisseljowsk, Oblast Kemerowo, Sowjetunion; † 4. November 2018 in Schytomyr), bekannt als der Wahnsinnige von Polohy (Пологівський маніяк / Пологовский маньяк), war ein ukrainischer Serienmörder, der gestand, 100 Mädchen und junge Frauen zur Befriedigung seines Geschlechtstriebes ermordet zu haben, und dafür zu lebenslanger Haft verurteilt wurde.

## Leben
Tkatsch nahm als Soldat der sowjetischen Streitkräfte am Krieg in Afghanistan teil, wo er verwundet wurde. Er studierte anschließend und arbeitete als Kriminalermittler in Kemerowo in den zentralen Regionen der Sowjetunion. Obwohl er eine aussichtsreiche Karriere begann, wurde er aufgrund eines Betrugsdeliktes genötigt, seine Kündigung einzureichen, woraufhin er in die Ukraine übersiedelte, und dort in Kohlebergwerken und Industrieanlagen arbeitete. Hier beging er 1980 seinen ersten Mord: Er erdrosselte eine Frau und vergewaltigte sie. Nach eigenen Angaben war die Vergewaltigung sein Ziel gewesen und er habe die Frau unbeabsichtigt getötet, empfand dies jedoch als überaus erregend.

## Mordserie
Zwischen 1984 und 2005 ermordete er Mädchen und junge Frauen, bis er gefasst wurde. Sein Modus Operandi war Ersticken, nach der Tötung der Mädchen vollführte er sexuelle Handlungen an den Leichen seiner Opfer.
Er suchte seine Opfer in der Nähe von Ausfallstraßen und Bahnhöfen, um die Ermittler denken zu lassen, dass der Mörder aus einer fremden Stadt gekommen sei. Als Kriminalist ausgebildet, hinterließ er keine Spuren und entfernte sich über die Schienen, die er mit Teer behandelt hatte, um Spürhunde zu verwirren. Darüber hinaus entwendete er Wertsachen und Schmuck, um die Tat wie einen Raubmord aussehen zu lassen.
In dem Zeitraum, in dem er die Morde beging, heiratete Tkatsch dreimal und zeugte vier Kinder.

## Ermittlungen
Im Laufe der Jahre waren 10 unschuldige Menschen für Morde, die Tkatsch begangen hatte, zu Gefängnisstrafen verurteilt worden. Einer der zu Unrecht beschuldigten Männer beging darüber Suizid.
Tkatsch wurde im Jahr 2005 in seinem Wohnort Polohy festgenommen; er hatte die Tochter eines Bekannten ermordet, bei deren Begräbnis Freundinnen des Mädchens feststellten, dass er es war, mit dem die Getötete als letztes gesehen worden war. Von Mordermittlern zu Hause aufgesucht, sagte Tkatsch: „Seit zwanzig Jahren warte ich, dass ihr zu mir kommt.“

## Prozess und Verurteilung
Die Gerichtsverhandlungen fanden nicht öffentlich statt, da die meisten Opfer minderjährige Mädchen gewesen waren. Während der einjährigen Verhandlung in Dnipropetrowsk gab Tkatsch an, er habe 100 Menschen ermordet und er sei ein Monstrum, das nur die Todesstrafe verdient habe. Zu seinen Motiven befragt gab er an, er habe seine „völlig inkompetenten Polizeikollegen“ brüskieren wollen. Er weigerte sich, sich bei den Angehörigen der Opfer zu entschuldigen.
Schließlich wurde er – da die Ukraine mit ihrer Unabhängigkeit die Todesstrafe abgeschafft hatte – zu 36 lebenslangen Haftstrafen verurteilt für die 36 Morde, die ihm nachgewiesen wurden.